# Trangsholmen
Trangsholmen (norwegisch für Schmale Insel) ist eine kleine Insel in der antarktischen Bellingshausen-See. Sie liegt 1 km nordwestlich der Mündung des Nils-Larsen-Gletschers und vor der Anderssenbukta an der Lazarew-Küste der Peter-I.-Insel. 
Wissenschaftler des Norwegischen Polarinstituts benannten sie 1930 deskriptiv.